# Scaphidysderina manu
Espèce
Scaphidysderina manu est une espèce d'araignées aranéomorphes de la famille des Oonopidae.

## Distribution
Cette espèce est endémique de la région de Cuzco au Pérou,. Elle se rencontre à Consuelo.

## Description
Le mâle holotype mesure 2,11 mm et la femelle 2,48 mm.

## Étymologie
Cette espèce est nommée en référence au lieu de sa découverte la route vers le parc national de Manú.

## Publication originale
- Platnick & Dupérré, 2011 : The Andean goblin spiders of the new genus Scaphidysderina (Araneae, Oonopidae), with notes on Dysderina. American Museum Novitates, no 3712, p. 1-51 (texte intégral).